# Gastrocopta chichijimana
Gastrocopta chichijimana foi uma espécie de gastrópodes da família Pupillidae.
Foi endémica do Japão.